# Lazar (priimek)
Lazar je 94. najbolj pogost priimek v Sloveniji, ki ga je po podatkih Statističnega urada Republike Slovenije na dan 31.decembra 2007 uporabljalo 1.364 oseb. Razširjen je mdr. še zlasti na Madžarskem.

## Znani nosilci priimka
- Andrej Lazar (*1943), ekonomist, gopodarstvenik
- Anton Lazar (1927—2016), rimskokatoliški duhovnik
- Branka Lazar (*1953), jezikoslovka leksikologinja in leksikografka, mag. etnologije
- Damijan Lazar (*1969), predsednik slovenskega paraolimpijskega komiteja
- Evgen Lazar, arheolog
- Franc Lazar, španski borec
- Irena Lazar (*1962), arheologinja
- Jože Lazar (1903—1975), botanik, algolog
- Martina Maurič Lazar, igralka, lutkarica
- Mateja Lazar, Center Ustvarjalna Evropa v Sloveniji
- Mihael Lazar, pred. NTF, Inštitut za informacijsko in grafično tehnologijo
- Milan Lazar (1920—2008), zdravnik infektolog, prof. MF
- Milko Lazar (*1965), skladatelj, aranžer, glasbenik multiinstrumentalist
- Monika Lazar (*1967), slikarka v Italiji (Trst)
- Neva Lazar, 1. voditeljica TV-oddaje za gluhe
- Peter Lazar (1938—2023), veterinar, imunolog in genetik
- Tanja Urdih Lazar, raziskovalka na Kliničnem inštitutu za medicino dela na ljubljanskem UKC
- Timotej Lazar, računalničar
- Tomaž Lazar (*1982), zgodovinar in kustos

## Tuji nosilci priimka (madž. Lázár)
- Ervin Lázár (1936–2006), madžarski pisatelj (predvsem mladinski)
- György Lázár (1924–2014), madžarski politik, premier LR Madžarske
- János Lázár (*1975), madžarski politik
- Kati Lázár (*1948), madžarska igralka
- Lajos Lázár (1885–1936), madžarski filmski režiser
- Mihael Lazar, hrvaški fotograf
- Péter Lázár (1950–1980), madžarski plavalec